# Liste der Einträge im National Register of Historic Places im Rock County (Minnesota)

Lage des Rock County in Minnesota

Die Liste der Einträge im National Register of Historic Places im Rock County in Minnesota führt alle Bauwerke und historischen Stätten im Rock County auf, die in das National Register of Historic Places aufgenommen wurden.

## Legende
| NRHP | Historic Place    |
| HD   | Historic District |

## Aktuelle Einträge
| [ 2 ] | Name                                                       | Bild                                                       | Eintragsdatum        | Lage                                                                                 | Ort                  | Beschreibung |
| ----- | ---------------------------------------------------------- | ---------------------------------------------------------- | -------------------- | ------------------------------------------------------------------------------------ | -------------------- | --- |
| 1     | Blue Mounds State Park WPA/Rustic Style Historic Resources | Blue Mounds State Park WPA/Rustic Style Historic Resources | 1989 ID-Nr. 89001657 | Abseits des US 75 43° 43′ 2,3″ N, 96° 11′ 21,1″ W                                    | nördlich von Luverne | Fünf durch eine Arbeitsbeschaffungsmaßnahme im Zuge des New Deal zwischen 1937 und 1942 errichtete Parkeinrichtungen aus Quarzit                           |
| 2     | Bridge No. 1482                                            | Bridge No. 1482                                            | 1992 ID-Nr. 92000775 | Abseits des US 75, südlich von Luverne 43° 37′ 29,5″ N, 96° 12′ 42,2″ W              | Luverne Township     | 1908 errichtet King Post Truss-Brücke, eine der letzten ihrer Art in Minnesota; im Jahr 1990 vom Rock River an den heutigen Standort verbracht             |
| 3     | Bridge No. L-2162                                          | Bridge No. L-2162                                          | 1989 ID-Nr. 89001839 | Brücke der County Road 51 über den Split Rock Creek 43° 46′ 46,2″ N, 96° 25′ 55,6″ W | Jasper               | 1907 errichtete Bogenbrücke aus Beton |
| 4     | Bridge No. L-2315                                          |                                                            | 1989 ID-Nr. 89001841 | Brücke der Township Road 89 über den Rock River 43° 33′ 21″ N, 96° 9′ 9″ W           | Luverne              | Im Jahr 1901 errichtete Stahlbetonbrücke |
| 5     | Bridge No. L-2316                                          |                                                            | 1989 ID-Nr. 89001843 | Brücke der Township Road 89 über den Rock River 43° 33′ 31″ N, 96° 9′ 9″ W           | Luverne              | Im Jahr 1906 errichtete Stahlbetonbrücke |
| 6     | Bridge No. L-4646                                          | Bridge No. L-4646                                          | 1989 ID-Nr. 89001844 | Brücke der 6th Street über den Spring Brook 43° 36′ 54,8″ N, 96° 21′ 35,3″ W         | Beaver Creek         | Im Jahr 1911 errichtete Stahlbetonbrücke |
| 7     | First National Bank of Beaver Creek                        | First National Bank of Beaver Creek                        | 1980 ID-Nr. 80002148 | 1st Avenue 43° 36′ 50,2″ N, 96° 21′ 49,8″ W                                          | Beaver Creek         | 1917 im Classical Revival-Stil errichtete Bank |
| 8     | J.W. Gerber House                                          | J.W. Gerber House                                          | 1980 ID-Nr. 80002151 | 324 West Main Street 43° 39′ 16,7″ N, 96° 12′ 51,7″ W                                | Luverne              | 1901 im Colonial Revival genannten Baustil errichtetes Eisenwarengeschäft                                                                                  |
| 9     | R.B. Hinkly House                                          | R.B. Hinkly House                                          | 1975 ID-Nr. 75001027 | 217 North Freeman Avenue 43° 39′ 21,6″ N, 96° 12′ 35,9″ W                            | Luverne              | 1892 in einem Stilmix aus Queen Anne-Stil und Richardsonian Romanesque aus Quarzit errichtetes Wohnhaus des Geschäftsmannes und Bürgermeisters R.B. Hikley |
| 10    | Holy Trinity Church-Episcopal                              | Holy Trinity Church-Episcopal                              | 1980 ID-Nr. 80002152 | North Cedar Ecke East Luverne Street 43° 39′ 21,8″ N, 96° 12′ 27,4″ W                | Luverne              | 1891 im neugotischen Stil aus Quarzit errichtete Kirche |
| 11    | Jasper Stone Company and Quarry                            | Jasper Stone Company and Quarry                            | 1978 ID-Nr. 78001562 | Abseits der Sherman Avenue 43° 50′ 47″ N, 96° 23′ 33″ W                              | Jasper               | 1890 errichteter Quarzit-Steinbruch |
| 12    | Kenneth School                                             | Kenneth School                                             | 1980 ID-Nr. 80002150 | 230 West 1st Avenue 43° 45′ 15,1″ N, 96° 4′ 28,4″ W                                  | Kenneth              | Im Jahr 1901 errichtetes zweistöckiges Schulgebäude |
| 13    | Pierce J. Kniss House                                      | Pierce J. Kniss House                                      | 1980 ID-Nr. 80002153 | 209 North Estey Street 43° 39′ 20,9″ N, 96° 12′ 42,8″ W                              | Luverne              | 1879 im Italianate-Stil errichtetes Wohnhaus von Pierce J. Kniss, dem Gründer der Stadt                                                                    |
| 14    | Luverne Carnegie Library                                   | Luverne Carnegie Library                                   | 1980 ID-Nr. 80002154 | 205 North Freeman Avenue 43° 39′ 19,8″ N, 96° 12′ 35,7″ W                            | Luverne              | 1904 im Beaux-Arts-Stil errichtete Carnegie-Bibliothek |
| 15    | Maplewood Chapel                                           | Maplewood Chapel                                           | 1980 ID-Nr. 80002155 | West Warren Street 43° 39′ 14,9″ N, 96° 13′ 53,2″ W                                  | Luverne              | 1895 im neugotischen Stil errichtete Friedhofskapelle |
| 16    | Jacob Nuffer Farmstead                                     |                                                            | 1980 ID-Nr. 80002149 | County Roads 53 und 57 43° 33′ 33″ N, 96° 18′ 53″ W                                  | Hills                | 1872 errichtete Farm mit 1890 aus Backsteinen errichtetem Farmhaus; bis 1978 in Besitz der Gründerfamilie                                                  |
| 17    | Omaha Depot                                                | Omaha Depot                                                | 1980 ID-Nr. 80002156 | East Fletcher Street 43° 39′ 6,2″ N, 96° 12′ 32,5″ W                                 | Luverne              | 1913 errichtetes Bahnhofsgebäude |
| 18    | Palace Theater                                             | Palace Theater                                             | 1980 ID-Nr. 80002157 | Main Street Ecke Freeman Avenue 43° 39′ 14,5″ N, 96° 12′ 33,6″ W                     | Luverne              | 1915 im Classical Revival genannten Baustil errichtetes Theater mit Jugendstil-Inneneinrichtung; heute als Kino genutzt                                    |
| 19    | Rock County Courthouse and Jail                            | Rock County Courthouse and Jail                            | 1977 ID-Nr. 77000769 | 204 East Brown Street 43° 39′ 24,4″ N, 96° 12′ 25,4″ W                               | Luverne              | 1890 im Richardsonian Romanesque-Stil aus Quarzit errichtetes Justiz- und Verwaltungsgebäude einschließlich eines Gefängnisgebäudes                        |

## Frühere Einträge
| [ 2 ] | Name                                      | Bild | Eintragsdatum        | Lage                                                      | Ort          | Beschreibung                                                            |
| ----- | ----------------------------------------- | ---- | -------------------- | --------------------------------------------------------- | ------------ | ----------------------------------------------------------------------- |
| 1     | Close Brothers Land Company Tenant House  |      | 1980 ID-Nr. 80002147 | County Highway 5                                          | Beaver Creek | Im Jahr 1989 abgerissen und ein Jahr später aus dem Register gestrichen |
| 2     | Worthington and Sioux Falls Freight Depot |      | 1980 ID-Nr. 80002158 | 106 East Fletcher Street 43° 34′ 50,3″ N, 96° 43′ 44,5″ W | Luverne      | Im Jahr 1992 abgerissen und ein Jahr später aus dem Register gestrichen |